# Unión Zaragoza, Jitotol
Unión Zaragoza är en ort i Mexiko.   Den ligger i kommunen Jitotol och delstaten Chiapas, i den sydöstra delen av landet, 700 km öster om huvudstaden Mexico City. Unión Zaragoza ligger 1 725 meter över havet och antalet invånare är 652.
Terrängen runt Unión Zaragoza är kuperad åt sydväst, men åt nordost är den bergig. Runt Unión Zaragoza är det ganska tätbefolkat, med 86 invånare per kvadratkilometer. Närmaste större samhälle är Simojovel de Allende, 15,4 km öster om Unión Zaragoza. I omgivningarna runt Unión Zaragoza växer i huvudsak städsegrön lövskog.